# Культурно-історичний тип
Культурно-історичний тип — поняття політичної теорії Миколи Данилевського для позначення локалізованих в історичному часі та просторі великих соціокультурних формувань, близьких за духом і мовою народів. Культурно-історичний тип ототожнюється з «самобутньою цивілізацією».

У всесвітній історії Данилевський виділяв 13 цивілізаційних типів:

1) єгипетський;

2) китайський;

3) давньосемітський;

4) індійський;

5) іранський;

6) єврейський;

7) грецький;

8) римський;

9) арабський;

10) германо-романський;

11) перуанський;

12) мексиканський;

13) слов'янський.
Багато дослідників, у тому числі А. Тойнбі, вважають, що розвиток кожної регіональної цивілізації відбувається за біологічними ритмами, які визначають основні його фази: народження, зростання, злам, занепад і розпад.